# Baliospermum yui
Baliospermum yui là một loài thực vật có hoa trong họ Đại kích. Loài này được Y.T.Chang mô tả khoa học đầu tiên năm 1989.